# جامعة روبيرا الأول بيرجيلي
جامعة روبيرا الأول بيرجيلي (بالإنجليزية: Rovira i Virgili University)‏ هي جامعة عامة، أُسِّسَت في 1990، في إسبانيا، وهي عضوة في Catalan Association of Public Universities ‏.